# Peucedanum flavum
Peucedanum flavum är en flockblommig växtart som beskrevs av Richard Anthony Salisbury. Peucedanum flavum ingår i släktet siljor, och familjen flockblommiga växter. Inga underarter finns listade i Catalogue of Life.